# CXCR4
CXCR-4 (C-X-C chemokine receptor type 4) ou CD184 (cluster of differentiation 184) é uma proteína que nos humanos é codificada pelo gene CXCR4.

## Técnica CRISPR
Usando CRISPR, pesquisadores foram capazes de converter a proteína CXCR4 na superfície das células T do sistema imunológico, de uma forma que as células geneticamente modificadas não eram mais propensas a ataques pelo vírus HIV.

## Leitura de apoio
- Wilkinson D (1997). «Cofactors provide the entry keys. HIV-1.». Curr. Biol. 6 (9): 1051–3. PMID 8805353. doi:10.1016/S0960-9822(02)70661-1
- Broder CC, Dimitrov DS (1997). «HIV and the 7-transmembrane domain receptors.». Pathobiology. 64 (4): 171–9. PMID 9031325. doi:10.1159/000164032
- Choe H, Martin KA, Farzan M,;  et al. (1998). «Structural interactions between chemokine receptors, gp120 Env and CD4.». Semin. Immunol. 10 (3): 249–57. PMID 9653051. doi:10.1006/smim.1998.0127
- Freedman BD, Liu QH, Del Corno M, Collman RG (2004). «HIV-1 gp120 chemokine receptor-mediated signaling in human macrophages.». Immunol. Res. 27 (2-3): 261–76. PMID 12857973. doi:10.1385/IR:27:2-3:261
- Esté JA (2004). «Virus entry as a target for anti-HIV intervention.». Curr. Med. Chem. 10 (17): 1617–32. PMID 12871111. doi:10.2174/0929867033457098
- Gallo SA, Finnegan CM, Viard M,;  et al. (2003). «The HIV Env-mediated fusion reaction.». Biochim. Biophys. Acta. 1614 (1): 36–50. PMID 12873764. doi:10.1016/S0005-2736(03)00161-5
- Zaitseva M, Peden K, Golding H (2003). «HIV coreceptors: role of structure, posttranslational modifications, and internalization in viral-cell fusion and as targets for entry inhibitors.». Biochim. Biophys. Acta. 1614 (1): 51–61. PMID 12873765. doi:10.1016/S0005-2736(03)00162-7
- Lee C, Liu QH, Tomkowicz B,;  et al. (2004). «Macrophage activation through CCR5- and CXCR4-mediated gp120-elicited signaling pathways.». J. Leukoc. Biol. 74 (5): 676–82. PMID 12960231. doi:10.1189/jlb.0503206
- Yi Y, Lee C, Liu QH,;  et al. (2004). «Chemokine receptor utilization and macrophage signaling by human immunodeficiency virus type 1 gp120: Implications for neuropathogenesis.». J. Neurovirol. 10 Suppl 1: 91–6. PMID 14982745
- Seibert C, Sakmar TP (2004). «Small-molecule antagonists of CCR5 and CXCR4: a promising new class of anti-HIV-1 drugs.». Curr. Pharm. Des. 10 (17): 2041–62. PMID 15279544. doi:10.2174/1381612043384312
- Perfettini JL, Castedo M, Roumier T,;  et al. (2006). «Mechanisms of apoptosis induction by the HIV-1 envelope.». Cell Death Differ. 12 Suppl 1: 916–23. PMID 15719026. doi:10.1038/sj.cdd.4401584
- King JE, Eugenin EA, Buckner CM, Berman JW (2006). «HIV tat and neurotoxicity.». Microbes Infect. 8 (5): 1347–57. PMID 16697675. doi:10.1016/j.micinf.2005.11.014
- Kryczek I, Wei S, Keller E,;  et al. (2007). «Stroma-derived factor (SDF-1/CXCL12) and human tumor pathogenesis.». Am. J. Physiol., Cell Physiol. 292 (3): C987–95. PMID 16943240. doi:10.1152/ajpcell.00406.2006
- Arya M, Ahmed H, Silhi N,;  et al. (2007). «Clinical importance and therapeutic implications of the pivotal CXCL12-CXCR4 (chemokine ligand-receptor) interaction in cancer cell migration.». Tumour Biol. 28 (3): 123–31. PMID 17510563. doi:10.1159/000102979
- Grange JM (1980). «Tuberculosis: the changing tubercle.». British journal of hospital medicine. 22 (6): 540–8. PMID 118789
- Nomura H, Nielsen BW, Matsushima K (1994). «Molecular cloning of cDNAs encoding a LD78 receptor and putative leukocyte chemotactic peptide receptors.». Int. Immunol. 5 (10): 1239–49. PMID 7505609. doi:10.1093/intimm/5.10.1239
- Lu ZH, Wang ZX, Horuk R,;  et al. (1995). «The promiscuous chemokine binding profile of the Duffy antigen/receptor for chemokines is primarily localized to sequences in the amino-terminal domain.». J. Biol. Chem. 270 (44): 26239–45. PMID 7592830. doi:10.1074/jbc.270.44.26239
- Jazin EE, Yoo H, Blomqvist AG,;  et al. (1993). «A proposed bovine neuropeptide Y (NPY) receptor cDNA clone, or its human homologue, confers neither NPY binding sites nor NPY responsiveness on transfected cells.». Regul. Pept. 47 (3): 247–58. PMID 8234909. doi:10.1016/0167-0115(93)90392-L
- Loetscher M, Geiser T, O'Reilly T,;  et al. (1994). «Cloning of a human seven-transmembrane domain receptor, LESTR, that is highly expressed in leukocytes.». J. Biol. Chem. 269 (1): 232–7. PMID 8276799
- Federsppiel B, Melhado IG, Duncan AM,;  et al. (1993). «Molecular cloning of the cDNA and chromosomal localization of the gene for a putative seven-transmembrane segment (7-TMS) receptor isolated from human spleen.». Genomics. 16 (3): 707–12. PMID 8325644. doi:10.1006/geno.1993.1251